# Basara
Basara (яп. バサラ Легенда о Басаре) — сёдзё-манга, автором которой является Юми Тамура. В 1992 году манга выиграла премию Сёгакукан как лучшее произведение в жанре сёдзё. Сама манга начала выпускаться в журнале Betsucomi в сентябре 1990 года. В 1998 году было выпущено 27 томов манги.
На основе сюжета манги студией KSS был выпущен аниме-сериал, который транслировался по телеканалу Chiba TV со 2 апреля по 8 июня 1998 года. Сериал однако охватывает только часть сюжета манги, и обрывается на 13-й серии.

## Сюжет
Действие происходит в будущей Японии, которая покрылась пустынными краями после катастрофы в конце XXI века. Япония уже в течение 300 лет находится под властью и террором королевской Династии в столице Киото. Единственный уголок, где всё ещё существует свобода слова располагается в острове Окинава. Сам король династии разделил страну на четыре части, в каждую из которых поставил во главе одного из своих детей. В северной части правит Чёрный король. Сами жители страны оказывают ему жестокое сопротивление. На востоке восседает голубой король. В Киото правит старшая дочь Белая королева, а самой пустынной частью, в юго восточной части правит самый молодой и Красный король.
Население новой Японии страдает от нищеты и голода, времена неспокойные. Стране вновь угрожают европейцы, быстрее восстановившиеся после мировой катастрофы и сохранившие уровень технологий середины XX (в аниме — конца XIX века).
Однажды в деревне Сан-Ин родились близнецы: брат и сестра. Пророк Наги провозглашает, чти один из них начнёт новую историю страны, уничтожив королевский клан. Все жители деревни уверенно полагали, что человеком из пророчества является мальчик по имени Татара, возложив на него надежды, в то время, как его сестра Сараса росла в тени брата. Красный король тоже узнаёт о пророчестве и в 15-летний день рождения, близнецов, совершает рейд на деревню, убивая Татару. Чтобы надежда в сердцах людей не погасла, сестра Сараса возлагает на себя ответственность человека из пророчества. Позже она разжигает мятеж в стране против Красного короля, который потом распространился по всей Японии, и собрав множество последователей, ведёт долгую борьбу с королевством.

## Список персонажей
Сараса (яп. 更紗) — Главная героиня, 15-летняя девушка, которая взяла себе имя покойного брата Татары. Так она овладела мечом Бьякко и стала новым вождём деревни Сан-Ин. Только самые близкие соратники знают, что она девушка. Сараса надеется создать новую и плодородную землю, где общество будет свободно и счастливо. Поначалу Сараса психологически слаба в некоторых аспектах и быстро доводит себя до состояния слёз, по мере развития сюжета, у девушки развивается лидерское качество и навыки фехтования.
Сэйю: Акико Кимура
Красный король Сюри (яп. 赤の王 (朱理)) — Один из четырёх владык Японии, и самый молодой из них, ему всего 17 лет. Правит в южной части Японии. В начале истории показан, как жестокий и беспощадный правитель, который совершает рейд на деревню Сан-Ин, убив множество людей, в том числе и Татару. После встречи с Сарасой, несмотря на то, что она его враг, влюбляется, хотя Сюри беспощаден ко своим врагам, он является способным правителем и очень гордился своей властью. Очень хорошо фехтует.
Сэйю: Кадзухико Иноуэ
Татара (яп. タタラ) — Брат-близнец Сарасы, умер во время рейда на деревню. Сами жители полагали, что именно он является человеком из пророчества, так как был мальчиком, и изначально воспитывался быть воином. Его убил генерал Кадзан, один из подчинённых красного короля.
Сэйю: Акира Исида
Агэха (яп. 揚羽) — Бывший раб, и единственный оставшийся в живых из кочевых голубых народов, после того, как их истребило правительство. Агэха спас Сарасу от красного короля, когда та была моложе, но из-за этого потерял левый глаз. У него большие связи по всей Японии. Обычно путешествует по разным местам с цирком в качестве танцора под псевдонимом Китё.
Сэйю: Канэто Сиодзава
Сидо (яп. 四道) — Губернатор Дайдзафу и командир дивизии Кюсю красной армии, также двоюродный брат Красного Короля и его доверенное лицо. Является командиром 2-х мощных единиц красной армии. Несмотря на то, что известен, как безжалостный генерал, который истребляет врагов на поле, сам по себе является очень тёплым и приветливым. Он первый, кто понял о отношениях между Сарасой и Сюри, но был прежде убит, перед тем, как сказать кому-нибудь другому.
Сэйю: Дзюроута Косуги
Асаги (яп. 浅葱) — Капитан отряда специальных охранников Голубого короля, куда входят только красивые парни. Сам Асаги является тайным ребёнком Императора, и сам является Голубым королём. Ненавидит труд, но очень хорошо управляет мечом.
Сэйю: Нодзому Сасаки
Гинко (яп. 銀子) — Белая королева, вышла замуж по договорённости за лидера острова Авадзи, но в конце концов влюбилась в него. Когда император приказал напасть на Авадзиму, Гинко попала в ловушку в горящем здании, в результате её ноги были навсегда парализованы. Несмотря на то, что она самая старшая из детей императора, она стоит на втором месте по главенству, после чёрного короля.